# Boulancourt
Boulancourt là một xã ở tỉnh Seine-et-Marne, thuộc vùng Île-de-France ở miền bắc nước Pháp.

## Dân số
Người dân ở đây được gọi là known as Boulancourtois.
At the 1999 census, there were 325 người.